# سریش لیموئی
سریش لیموئی (نام علمی: Eremurus luteus) نام یکی از گونه‌های سردهٔ سریش است. در کوهستان‌های کم‌ارتفاع و تپه‌های سنگلاخی اطراف دشت کویر نیز ممکن است دیده شود. گل‌های زرد متمایل به سبز دیده شود. اینگونه دارای خوشه بازتر و برگ‌های پهن و پرزدار بوده و میوه دراز آن خیلی بزرگتر از میوه‌های گونه سریش زرین است. زمان گلدهی در ماه اردیبهشت است.